# Bernardo Fabio D’Onorio
Bernardo Fabio D’Onorio (ur. 20 sierpnia 1940 w Veroli) – włoski duchowny rzymskokatolicki, benedyktyn, w latach 2007–2016 arcybiskup Gaety.

## Życiorys
Święcenia kapłańskie przyjął 4 czerwca 1966 w zakonie benedyktynów. Pracował w opactwie Montecassino m.in. jako sekretarz opatów, obrońca węzła w trybunale kościelnym, wykładowca prawa kanonicznego w zakonnym instytucie oraz jako nauczyciel w miejscowym liceum.
25 kwietnia 1983 został wybrany na opata terytorialnego Montecassino, wybór potwierdzono 19 czerwca. 13 kwietnia 2004 został mianowany biskupem tytularnym Minturnae. Sakrę biskupią otrzymał 16 maja 2004. 20 września 2007 został przeniesiony na stolicę arcybiskupią Gaeta (urząd objął 27 października 2007). 21 kwietnia 2016 przeszedł na emeryturę.